# Caliphis queenslandicus
Caliphis queenslandicus är en spindeldjursart som först beskrevs av Womersley 1956.  Caliphis queenslandicus ingår i släktet Caliphis och familjen Ologamasidae. Inga underarter finns listade.